# Salinon

A salinon (vermelho) e o círculo (azul) tem a mesma área. Em roxo a área comum às duas figuras

Salinon (significando "saleiro" em grego) é uma figura geométrica que consiste em quatro semicírculos. Foi introduzida a primeira vez no livro dos lemas, uma obra atribuída a Arquimedes.

## Construção
Seja O a origem de um sistema de coordenadas cartesiano bidimensional. Sejam A, D, E e B quatro pontos em uma linha, com O dividindo a linha AB no meio. Seja AD = EB. Semicírculos são desenhados acima da linha AB com diâmetros AB, AD e EB, e outros semicírculo é desenhado abaixo com diâmetro DE. Uma salinon é a figura delimitada por estes quatro semicírculos.

## Propriedades

### Área
Arquimedes introduziu a salinon em seu livro dos lemas aplicando o Livro II, Proposição 10 de Os Elementos de Euclides. Arquimedes notou que "a área da figura delimitada pelos quatro semicírculos é igual à área do círculo com diâmetro CF."
A área da salinon é
{\displaystyle A={\frac {1}{4}}\pi \left(r_{1}+r_{2}\right)^{2}.}

#### Prova
Seja os pontos médios de AD e EB denotados por G e H, respectivamente. Portanto, AG = GD = EH = HB = r1. Como DO, OF e OE são todos raios do mesmo semicírculo, DO = OF = OE = r2. Por adição de segmentos, AG + GD + DO = OE + EH + HB = 2r1 + r2. Como AB é o diâmetro da salinon, CF é a linha de simetria. Como são todos raios do mesmo semicírculo, AO = BO = CO = 2r1 + r2.
Seja P o centro do círculo. Como CO = 2r1 + r2 e OF = r2, CF = 2r1 + 2r2. Portanto, o raio do círculo é r1 + r2. A área do círculo é portanto π(r1 + r2)2.
Seja x = r1 e y = r2. A área do semicírculo com diâmetro AB é
{\displaystyle AB={\frac {1}{2}}\pi \left(2x+y\right)^{2}}.
A área do semicírculo com diâmetro DE é
{\displaystyle DE={\frac {1}{2}}\pi y^{2}}.
A área de cada um dos semicírculos com diâmetros AD e EB é
{\displaystyle AD=EB={\frac {1}{2}}\pi x^{2}}.
Assim, a área da salinon é
{\displaystyle {\frac {1}{2}}\pi \left(\left(2x+y\right)^{2}-2x^{2}+y^{2}\right)={\frac {1}{2}}\pi \left(2x^{2}+4xy+2y^{2}\right)=\pi \left(x^{2}+2xy+y^{2}\right)=\pi \left(x+y\right)^{2}=\pi \left(r_{1}+r_{2}\right)^{2}}
Q.E.D.

### Arbelos
Quando os pontos D e E coincidem com O, é formada uma arbelos, outra criação de Arquimedes, com simetria no eixo vertical.